# Phymatostetha deschampsi
Phymatostetha deschampsi is een halfvleugelig insect uit de familie schuimcicaden (Cercopidae). De wetenschappelijke naam van deze soort is voor het eerst geldig gepubliceerd in 1892 door Lethierry.